# Bünzen

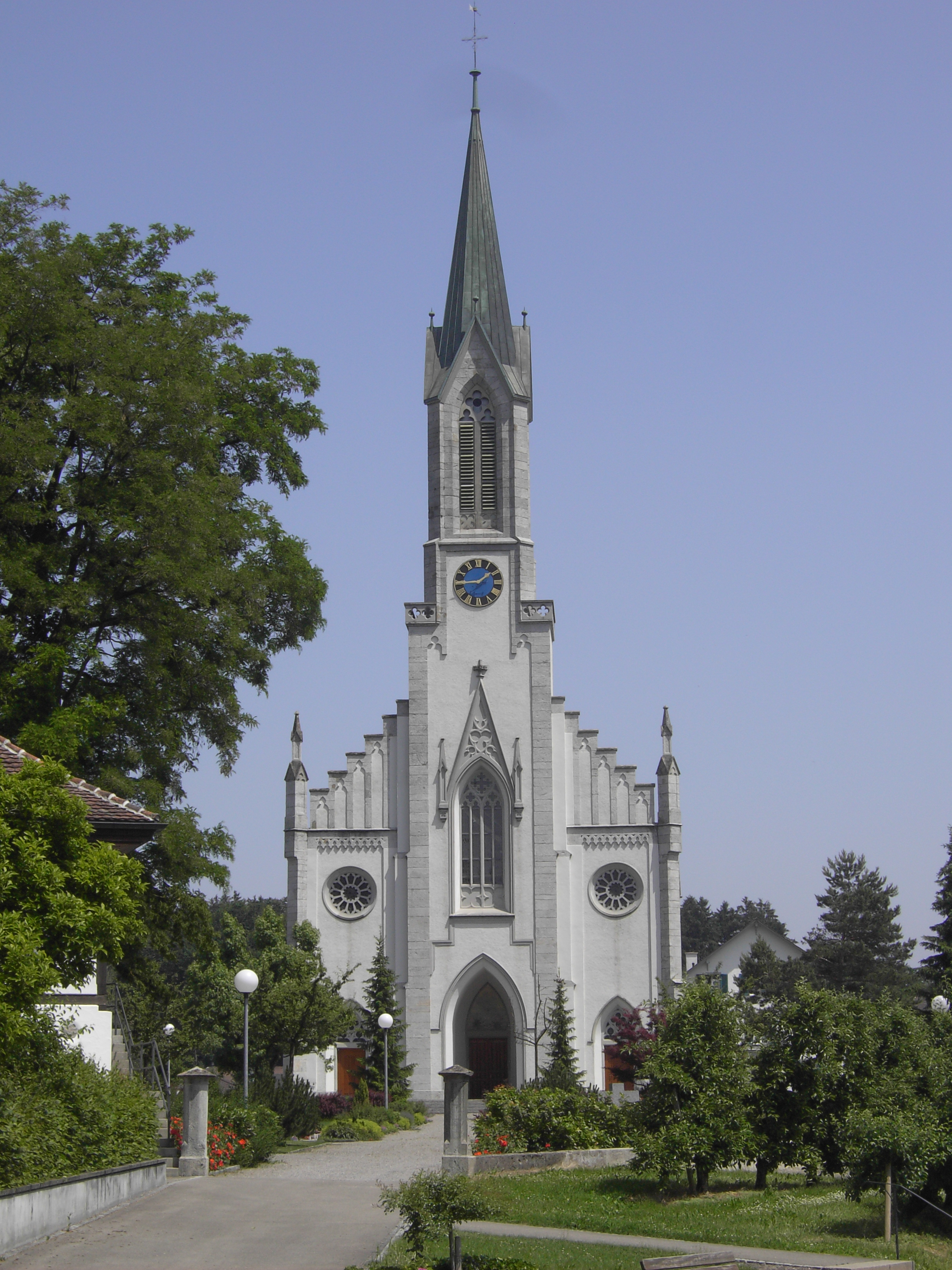
Kyrkan i Bünzen.

Bünzen (schweizertyska: Bünze) är en ort och kommun i distriktet Muri i kantonen Aargau, Schweiz. Kommunen har 1 233 invånare (2023). Orten Bünzen är sammanvuxen med grannorten Boswil. I kommunen finns också byn Waldhäusern.